# Pozitivní noviny

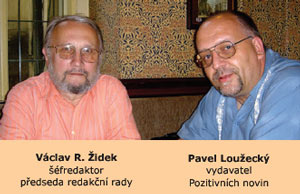
Pozitivní noviny: šéfredaktor Václav R. Židek a vydavatel Pavel Loužecký.

Pozitivní noviny jsou ilustrovaný internetový magazín určený pro všechny čtenáře, kteří potřebují pravidelný zdroj k čerpání životní energie, inspirace, nápadů, zábavy, moudrých myšlenek a informací všeho druhu. 
PN byly založeny 1. srpna 2004. Jejich zakladatelem, vydavatelem a tvůrcem je Pavel Loužecký.
Šéfredaktorem PN je sportovec, výtvarník a publicista Václav R. Židek z Kolína nad Rýnem.
Pozitivní noviny jsou součástí Archivu českého webu Národní knihovny ČR.

## Vlastnosti
- Fungují jako neziskové internetové médium. Jejich tvůrci, autoři, spolupracovníci a dopisovatelé tvoří tyto noviny bez nároku na honorář ve svém vlastním volném čase.
- PN dávají přednost autorským článkům, které jsou vytvořeny exkluzivně pro toto médium.
- Články v PN obsahují průměrně 2-3 ilustrace, fotografie či grafiky, obsahují přes 10.000 ilustrací (stav v roce 2008).
- Je zde publikována celá řada rozhovorů a materiálů o veřejně známých osobnostech, a články veřejně známých osobností v roli autorů.
- Mají svoji filozofii, díky níž se stává z jejich tvůrců, čtenářů a spolupracovníků myšlenkově spřízněný Klub pozitivního myšlení.

## Autorské zázemí
Pozitivní noviny tvoří průběžně více než 250 autorů, mezi nimiž je celá řada známých osobností: 
- Josef Fousek
- Ladislav Gerendáš
- Jiří Grygar
- Zdeněk Hajný
- Vladimír Just
- Blanka Kubešová
- Ivan Kraus
- Rudolf Křesťan
- Milan Lasica
- Jiří Menzel
- Jitka Molavcová
- Stanislav Motl
- Zdeněk Pošíval
- Jiří Suchý
- Ondřej Suchý
- Ivo Šmoldas
- Miloslav Švandrlík
- Jan Vodňanský
- Jan Krůta
- Michal Dlouhý
- Jaroslav Vízner
- Ivo Jahelka
- Vladimír Vondráček
- Miroslav Sígl
- Stanislav Moc
- Slavomír Pejčoch-Ravik

Své uplatnění v nich ale dostávají především méně známí nebo úplně neznámí autoři, kteří díky PN získávají své první publicistické, literární, ilustrátorské či fotografické ostruhy. PN se tak stávají „líhní nových talentů“, kterým jejich tvůrci nezištně pomáhají se veřejně zviditelnit.